# Радутний Радій Володимирович
Ра́дій Володи́мирович Раду́тний (нар. 20 жовтня 1969, Кременчук, Полтавська область) — сучасний український письменник-фантаст. Закінчив Харківський авіаційний інститут, нині мешкає у Києві. До 2014 року писав українською та російською мовами, пізніше тільки українською.
Автор кількох перекладів з англійської та інших мов.

## Творчість
Оповідання «Zomby.exe» та «Я куплю тебе новую жизнь» Н. С. Савицька відносить до жанру кіберпанку